# La Noria (Marcavelica)
La Noria es un centro poblado peruano ubicado en el distrito de Marcavelica, perteneciente a la provincia de Sullana del departamento de Piura, al norte del Perú.

## Demografía
En el 2017 La Noria tenía una población de 772 habitantes.
| Gráfica de evolución demográfica de La Noria entre 1993 y 2017 |
|                                                                |
| Fuentes: Población 1993 y 2017                                 |